# あぃまぃみぃ!ストロベリー・エッグ
『あぃまぃみぃ!ストロベリー・エッグ』は、日本のテレビアニメ作品。
2001年7月4日から同年9月26日までWOWOWノンスクランブル放送枠で、2002年に地上波で放送された。全13話。

## ストーリー
天和響（あまわひびき）は体育教師を目指す青年。彼が教職を希望したのは女性教師しか雇わないという青鞜三ノ宮学院中等部。ストレートに交渉に行ったが案の定断られ、下宿・五地荘の家主・三条るるのアドバイスにより、女装しボイスチェンジャーで声を変え名前を天和ひびきとし、どうにか就職することができた。
ひびき先生は教育に対する熱心さと学院の古風な伝統教育に立ち向かう勇気、それに美貌により男子のみならず女子生徒からの人気も高く、特に樟葉楓子（くずはふうこ）とは恋愛感情のようなものを抱くようになる。しかしそんな人気とは裏腹に、「彼女」を不審に思っている教頭は、様々な手を使って正体を突き止めようとする。

## 登場人物

### 主人公
天和 響（あまわ ひびき）
声 - 岸祐二
本作の主人公。体育教師を目指す熱血青年。青森県出身。9月5日生まれの乙女座で23歳。血液型はO型。身長は180cm近くある。女装により青鞜三ノ宮学院中等部の体育教師となるが、素顔の時にブラジャーを着けたままの姿を楓子に見られてしまい、以後ブラ男と呼ばれるようになる。
天和 ひびき（あまわ ひびき）
声 - 増田ゆき
響が女装した人物。フェイスメイクやヘアカラースプレー以外にも、本物と手触りが同じ胸パッドやチョーカー型の音声変換機、強力サポーターなどるるのハイテクノロジーを駆使し美貌の女性教師へと変わる。2年藍組の担任となり、生徒たちの問題解決や学園の女尊男卑の方針変更などに努力し、生徒たちとの絆を深めていく。非常に生徒思いの先生。

### 2年藍組
樟葉 楓子（くずは ふうこ）
声 - 渡辺明乃
本作のヒロイン。2年藍組の生徒。東京都出身。3月20日生まれの魚座。血液型はAB型。ドジだが明るい性格。人がいいため面倒事をよく引き受けてしまう。幽霊が大の苦手。女性だと知りつつひびきのことを気にしている。
姫島 藤緒（ひめじま ふじお）
声 - 高橋美佳子
2年藍組の生徒。長崎県出身。12月19日生まれの射手座。血液型はB型。帰国子女で英語が得意。ソフトボール部所属。合気道の経験もある。心に秘めた思いを打ち明けられずにいる。
梅田 美保（うめだ みほ）
声 - 南央美
2年藍組の生徒。大阪府出身。7月7日生まれの蟹座。血液型はB型。ソフトボール部所属。男女関係のことに非常に積極的。彼氏はモデルらしい。
春日野道 聖子（かすがのみち せいこ）
声 - 折笠富美子
2年藍組の生徒。京都府出身。1月3日生まれの山羊座。血液型はO型。公家の血を引くお嬢様でおっとりした性格。異性関係のことには非常に疎い。
深江 晃（ふかえ あきら）
声 - 上田祐司
2年藍組の生徒。8月16日生まれの獅子座。血液型はAB型。クールな性格。どうやら楓子のことが気になるようである。
青木 恭佑（あおき きょうすけ）
声 - 山口隆行
2年藍組の生徒。ひびきを気に入っており、課外授業の時には告白しようと鼻息を荒らげひびきを追いかけまわす。
岩屋 祥一（いわや しょういち）
声 - 橘U子
2年藍組の生徒。青木の相方。

### 教師
三ノ宮 千恵子（さんのみや ちえこ）
声 - 谷口里佳
青鞜三ノ宮学院の学院長。5月5日生まれの牡牛座で70歳。血液型はB型。かつて男性とトラブルがあったようで、男性を憎悪しそれ以降は女尊男卑主義を採っている。
武庫川 玲子（むこがわ れいこ）
声 - 川崎恵理子
青鞜三ノ宮学院の教頭。2月14日生まれの水瓶座。血液型はO型。離婚経験があり小学校1年生の娘がいる。ある出来事よりひびきの素性を疑い、正体を暴くべく画策する。
徳川 八千男（とくがわ やちお）
声 - 渡部猛
青鞜三ノ宮学院の理事長。

### 五地荘
三条 るる（さんじょう るる）
声 - くじら
旅館を改築した下宿・五地荘の大家。工学博士の肩書きを持ち、響を女装させた張本人。さらに元ミスコンの女王であるなど謎の多い人物である。
森 小路（もり こうじ）
声 - 石塚堅
五地荘の住人。神奈川県出身。6月16日生まれの双子座で25歳。血液型はA型。いつもカメラとレフ板を持ち歩く。サーファーでもあり深江たちに教えたりしている。必殺技はレフ板ビーム。
東福寺 東風（とうふくじ とうふう）
声 - 上田祐司
五地荘の住人。10月6日生まれの天秤座。自らを「こち（東風）」と呼ぶ。森と組み様々な騒動を巻き起こす。
クラ・ゲ
声 - 吉川茉絵
響の飼い犬。名前はクラーク・ゲーブルの略より命名。家賃が払えなかったため犬質となる。首から「犬鍋用」と書かれた札を下げている。

## スタッフ
- 原案 - YOM
- 監督 - 山口祐司
- シリーズ構成 - 小林靖子
- キャラクターデザイン - 藤井まき
- アニメーションディレクター - 柳沢テツヤ
- 美術監督 - 河野次郎
- 色彩設計 - 小林美代子
- 撮影監督 - 岡崎英夫
- 編集 - 秋山涼路
- 音響監督 - 岩浪美和
- 音楽 - 西田マサラ
- 音楽プロデューサー - 野崎圭一
- プロデュース - 松田章男
- 制作プロデューサー - 冨家育子
- アニメーション制作 - ティー・エヌ・ケー
- 製作 - あぃまぃみぃ!生徒会（パイオニアLDC、東芝デジタルフロンティア、PIONEER ENTERTAINMENT(USA)LP.、ティー・エヌ・ケー、TBSサービス）

## 主題歌

### オープニングテーマ
「Dearest」
作詞・作曲 - 沢田聖子 / 編曲 - 西田マサラ / 歌 - 三重野瞳
（TV放送…1-12話：13話はエンディングテーマ、DVD…1-12話）
原曲は沢田聖子の「親愛なる人へ」（アルバム『祈り』収録）

### エンディングテーマ
「WHITE STATION」
作詞 - 吉井怜 / 作曲・編曲 - 西田マサラ / 歌 - Ace File（吉川茉絵・久志麻理奈・工藤あさぎ・奈良沙緒理）
（TV放送…1-12話、DVD…全話）

## 各話リスト
| 話数   | サブタイトル                   | 脚本     | 絵コンテ             | 演出             | 作画監督          | 初回放送日    |
| ------ | ------------------------------ | -------- | -------------------- | ---------------- | ----------------- | ------------- |
| 1限目  | 背水のファーストルージュ       | 小林靖子 | 岡本英樹             | 岡本英樹         | 柳沢テツヤ        | 2001年 7月4日 |
| 2限目  | 禁断のギリギリアイライン       | 小林靖子 | 小林孝嗣             | 小林孝嗣         | しまだひであき    | 7月11日       |
| 3限目  | 身勝手なチークマジック         | 中野睦   | 佐藤雄三             | 藤本義孝         | 倉嶋丈康          | 7月18日       |
| 4限目  | 微妙なティアコンシーラー       | 小林靖子 | 南雲公太郎 北村真咲  | いとがしんたろー | 高乗陽子          | 7月25日       |
| 5限目  | 邪なドリームファンデ           | 小林靖子 | 木村真一郎           | 山本恵           | 杉藤さゆり        | 8月1日        |
| 6限目  | 硝子たちのパウダーパズル       | 中野睦   | 坂本郷               | 宮田亮           | 塩川貴史          | 8月8日        |
| 7限目  | 憧れ色のフェイスカラーチューン | 白根秀樹 | 菊地康仁             | 菊地康仁         | しまだひであき    | 8月22日       |
| 8限目  | 反逆のビューラーボーイズ       | 小林靖子 | 佐藤雄三             | 南康宏           | 服部憲知          | 8月29日       |
| 9限目  | 真夏の夜のセクシーグロス       | 中野睦   | 矢吹勉               | 岡本英樹         | 杉藤さゆり        | 9月5日        |
| 10限目 | 困惑のラブパレット             | 白根秀樹 | 川崎逸朗             | いとがしんたろー | 藤井まき 高乗陽子 | 9月12日       |
| 11限目 | 大人へのフレグランスハート     | 小林靖子 | 坂本郷               | 宮田亮           | 塩川貴史          | 9月19日       |
| 12限目 | 偽りのクレンジングショック     | 小林靖子 | 小林孝嗣             | 小林孝嗣         | しまだひであき    | 9月25日       |
| 13限目 | いつか約束のノーメイク         | 小林靖子 | 虎田功 南康宏 山本恵 | 山本恵           | 藤井まき          | 9月26日       |

## 放送局
| 放送地域 | 放送局             | 放送期間                | 放送日時              |
| -------- | ------------------ | ----------------------- | --------------------- |
| 日本全域 | WOWOW              | 2001年7月4日 - 9月26日  | 水曜 18:30 - 18:55    |
| 神奈川県 | TVK                | 2002年1月3日 - 3月28日  | 木曜 25:10 - 25:40    |
| 兵庫県   | サンテレビ         | 2002年1月4日 - 3月29日  | 金曜 17:30 - 18:00    |
| 長崎県   | 長崎国際テレビ     | 2002年1月6日 - 3月31日  | 日曜 24:55 - 25:25    |
| 富山県   | チューリップテレビ | 2002年1月6日 - 3月31日  | 日曜 25:50 - 26:20    |
| 福岡県   | TVQ九州放送        | 2002年1月7日 - 4月1日   | 月曜 25:40 - 26:10    |
| 石川県   | 北陸朝日放送       | 2002年1月7日 - 4月1日   | 月曜 25:56 - 26:26    |
| 北海道   | テレビ北海道       | 2002年1月8日 - 4月2日   | 火曜 26:10 - 26:40    |
| 京都府   | KBS京都            | 2002年1月10日 - 4月4日  | 木曜 18:30 - 19:00    |
| 三重県   | 三重テレビ         | 2002年2月24日 - 5月19日 | 日曜 25:45 - 26:15    |
| 奈良県   | 奈良テレビ         | 2002年3月4日 - 5月27日  | 月曜 8:00 - 8:30      |
| 岐阜県   | 岐阜放送           | 2002年3月10日 - 6月2日  | 日曜 11:00 - 11:30    |
| 日本全域 | AT-X               | 2004年4月27日 - 5月18日 | 月曜-木曜 8:30 - 9:00 |

## 関連商品

### CD
- 「Dearest」（c/w「紙飛行機」）　(2001/7/25)
- 「WHITE STATION」（c/w「ガラスのペンギン」）　(2001/7/25)
- 「あぃまぃみぃ!ストロベリー・エッグ 音楽の教科書～オリジナルサウンドトラック」 (2001/8/22)
- 「あぃまぃみぃ!ストロベリー・エッグ 課外授業」　(2001/9/21)
- 「あぃまぃみぃ!ストロベリー・エッグ 続・課外授業」　(2001/10/24)

### 書籍
- 「月刊コミック電撃大王」にてキャラクターデザイン担当の藤井まき執筆によりコミカライズ。2002年2月号から4月号まで計3話連載。

「月刊コミック電撃大王」
– 2月号　あぃまぃみぃ！ストロベリー・エッグ　339頁～363頁
– 3月号　あぃまぃみぃ！ストロベリー・エッグ　299頁～323頁
– 4月号　あぃまぃみぃ！ストロベリー・エッグ　287頁～311頁